# 湖寮镇
湖寮镇是中国广东省大埔县下辖的一个镇，亦是大埔县县城和县政府的所在地。该镇总面积199平方公里，辖有20个行政村和4个居民委员会，共计人口8.6万人。2006年，该镇工农业总产值达到3.2亿元。
作为大埔全县的政治文化经济中心，湖寮镇素有“文化之乡”、“华侨之乡”、“汉剧之乡”之美誉。

## 行政区划
湖寮镇下辖以下村级行政区划单位
马街社区、百花亭社区、建设路社区、枣林桥社区、菜坝社区、桥凼村、山顶上村、三块石村、柳马埂村、柿子田村、龙潭村、魏家祠村、明家坝村、石堰村、果园村、槽房村、金银村、大水河村、大同村、贯湾村、天井村、黄溪村和会青山村。